# Monodora zenkeri
Monodora zenkeri är en kirimojaväxtart som beskrevs av Adolf Engler. Monodora zenkeri ingår i släktet Monodora och familjen kirimojaväxter. Inga underarter finns listade i Catalogue of Life.